# Quadrivium
Quadrivium (plural: quadrivia) betecknar de ämnen som under Antiken undervisades efter trivium. Begreppet är latin och betyder ”de fyra vägarna” eller ”platsen där fyra vägar möts”. Quadrivium bestod av aritmetik, geometri, musik, och astronomi och var tillsammans med trivium de sju fria konsterna, i motsats till praktiska ämnen som medicin och arkitektur. 

## Bakgrund
Begreppet sägs ha myntats av den romerske filosofen Boëthius eller den romerske statsmannen Cassiodorus på 500-talet. Dessförinnan var av allt att döma quadrivium underförstått i de tidiga pythagoriska skrifterna.
Som Proclus skrev:
| ” | Pythagoreerna ansåg att all matematik kunde indelas i fyra delar: Den ena halvan gällde kvantitet, den andra storheter och båda halvorna var tvåfaldiga. Kvantiteter kunde ses som egenskapar eller ställas i förhållande till andra kvantiteter. Storheter kunde betraktas i stillhet eller i rörelse. Utifrån detta kunde aritmetiken ses som studiet av kvantiteter, musiken som förhållandet mellan kvantiteterna, geometrin kunde ses som storheter i vila och den sfäriska astronomin som storheter i rörelse. | „ |